# Baltimore - Il tenace soldatino di stagno e il vampiro
Baltimore - Il tenace soldatino di stagno e il vampiro (Baltimore, or, The Steadfast Tin Soldier and the Vampire) è un romanzo scritto da Christopher Golden e Mike Mignola, illustrato dallo stesso Mignola, pubblicato nel 2007.
Il romanzo, un'ucronia ambientata alla fine della Grande Guerra, vede protagonista un reduce, Lord Henry Baltimore, costretto suo malgrado a combattere una personale guerra contro i vampiri che infestano l'Europa, decimata da una pestilenza.

## Storia editoriale
I due autori si conobbero durante un'intervista rilasciata da Mignola a Golden subito dopo la pubblicazione del primo numero del fumetto Hellboy. Alla fine dell'intervista Golden suggerì al disegnatore di arricchire con illustrazioni in bianco e nero i romanzi tratti dalle storie di questo personaggio, in analogia a quanto la Marvel Comics faceva negli anni 1970 con alcune storie dell'orrore. Mignola si dimostrò interessato e propose a Golden di scriverei testi di questi romanzi, cosa che lo scrittore fece con il romanzo Of Saints and Shadows con protagonista il rosso demone Hellboy. Da quel momento in poi le collaborazioni tra i due si sono succedute in molti ambiti.
L'idea di una graphic novel con protagonisti dei vampiri, era ricorrente nelle discussioni dei due artisti ma non fu mai sviluppata, fino a quando Mignola iniziò a disegnarne alcune tavole e, non riuscendo più a smettere, chiamò Golden per avvisarlo; lo scrittore propose a Mignola di continuare con il lavoro ma di impostarlo come un romanzo illustrato di cui lui avrebbe iniziato a scrivere il testo, analogamente con quanto fatto precedentemente con le storie di Hellboy.
La storia di Baltimore fu quindi pubblicata nel maggio del 2007 e il suo sottotitolo The Steadfast Tin Soldier and the Vampire, Il tenace soldatino di stagno e il vampiro, è una citazione della fiaba di Hans Christian Andersen, Il tenace soldatino di stagno; la favola è citata più volte nel romanzo e alcuni suoi brani introducono i vari capitoli dell'opera di Golden e Mignola.
Mignola ha illustrato il racconto evitando di inserire tavole molto particolareggiate ma, al contrario, quasi abbozzate. Molti dei disegni rappresentano dettagli di oggetti o raffigurano ambientazioni generiche, degli scenari che potrebbero riferirsi a qualsiasi luogo e a nessuno in particolare. Tale scelta stilistica è stata fortemente voluta dal disegnatore che ha lasciato così il lettore, guidato dal testo della storia, libero di completare con la propria fantasia le ambientazioni e i profili dei personaggi. Mignola ha inteso i disegni essere nient'altro che un supporto ai testi per creare una particolare atmosfera funzionale alla storia.

## Trama
(Christopher Golden, Mike Mignola, Baltimore - Il tenace soldatino di stagno e il vampiro)
Lord Henry Baltimore è un capitano di fanteria dell'esercito alleato contro gli "hessiani" durante una prima guerra mondiale "alternativa". A seguito di un attacco disperato contro le trincee nemiche nelle Ardenne, il plotone capeggiato da Baltimore viene annientato. L'uomo si risveglia gravemente ferito e, febbricitante, intravede tra l'oscurità alcune creature che si stanno nutrendo con i corpi dei compagni morti. Uno di questi mostri, simili a grandi pipistrelli, si dirige verso il capitano e lo aggredisce, infettandogli la gamba già ferita. Inorridito Baltimore si difende con la baionetta e con un fendente lo sfregia sul muso accecandolo a un occhio; fortunatamente le prime luci dell'alba sopraggiungono mettendo in fuga i mostri prima che abbiano il tempo di organizzarsi per finirlo. Ricoverato in un ospedale da campo, l'arto gli viene amputato e sostituito con una gamba di legno. L'attacco di Baltimore al vampiro ne ha scatenato la vendetta e ha risvegliato la malvagità di tutta la sua razza. Da quel momento la vita di Baltimore e quella di tutta l'umanità volge verso un tragico epilogo: una tremenda pestilenza si diffonde per l'Europa, mietendo milioni di vittime, diffusa dai vampiri che riportano in vita i morti facendone i propri schiavi. La recente guerra e la piaga diffusa in tutta Europa hanno gettato l'umanità nel degrado e nella dissoluzione.
Baltimore torna a casa, accompagnato da un amico conosciuto durante la tragica ritirata dal fronte, Demetrius Aischros; lì ad attenderlo non trova la famiglia di origine, annientata dalla malattia ribattezzata "Morte Rossa", ma solo la giovane e devota moglie, Ellie. Le vicende vissute gettano il reduce in uno stato di estrema prostrazione che lo costringono a letto, preda di deliri. Un giorno la casa viene visitata dal vampiro sfregiato da Baltimore che, per vendicarsi dell'affronto subito, ne uccide la moglie. Baltimore perde il senno e vota la sua esistenza alla vendetta, decidendo di uccidere tutti i vampiri uno ad uno, di liberare le vittime redivive dalla maledizione dandogli la morte una seconda volta, fino a scovare il mostro sfregiato. Per ogni vampiro ucciso Baltimore pianta nella sua gamba di legno un chiodo.
Anni dopo Demetrius Aischros viene convocato in una fatiscente locanda dove conosce due amici di Baltimore, anch'essi lì giunti su richiesta dell'amico. Thomas Childress è un suo compagno d'infanzia, reduce di guerra, e il dottor Lemuel Rose è il chirurgo che gli ha salvato la vita amputandogli la gamba. Durante la lunga attesa i tre narrano le vicende che ruotano intorno all'amico Baltimore, le avventure durante le quali si sono conosciuti. Tutti e tre, pur non conoscendo il motivo della convocazione in quella locanda, hanno avuto modo di vivere delle tragiche storie che li hanno visti affrontare il male e il mistero in diverse forme, vicende orrende e paurose che narrano durante l'attesa. Dopo alcune ore un uomo giunge nella locanda e consegna loro il diario di Baltimore. Dalla lettura del manoscritto, si apprende come l'uomo si sia votato alla vendetta contro i vampiri e si stia dedicando alla loro distruzione.
Calata la notte i tre si ritirano ai piani superiori della locanda dove attendono l'arrivo dell'amico, pur disperando di vederlo ancora. Nella stanza di un artista conosciuto poco prima, un folle pittore che si rivela essere un devoto del Re Cremisi, i tre vengono assaliti dai vampiri. Durante la strenua ma disperata resistenza i tre riscoprono in loro quelle doti che li caratterizzavano e che da tempo erano sopite in loro; con coraggio, scaltrezza e determinazione, respingono i mostri e lo stesso vampiro sfregiato che abitava quella locanda e che Baltimore sta incessantemente cercando per tutta l'Europa. Quando i tre stanno per soccombere, dopo aver dato fuoco alla stanza, vengono spalleggiati da Baltimore che irrompe nel locale giusto in tempo per salvare gli amici e uccidere il vampiro sfregiato. Tra i quadri del pittore distrutti vi era la rappresentazione del Re Cremisi che prende vita, poco prima della distruzione della tela, gettando uno sguardo inquietante sui quattro, promettendo, silenziosamente, futura vendetta contro Baltimore, sulla cui gamba di legno sono ora conficcati centinaia di chiodi, uno per ogni mostro eliminato.

## Personaggi
Lord Henry BaltimoreCapitano della fanteria, perde la gamba a causa delle ferite subite durante un'azione di guerra e per l'attacco di un vampiro. Si trova a dover sostener un'improba lotta contro il male, sperando di vendicarsi contro il mostro che gli ha ucciso la moglie e sterminato la famiglia. Baltimore diventa così inarrestabile macchina di morte nella sua personale guerra contro i vampiri e contro il loro capo, Il "Re Cremisi".
Demetrius AischrosMarinaio di origini greche, dal fisico possente, uomo di mondo e pronto all'azione.
Thomas Childress juniorAmico d'infanzia di Baltimore e coraggioso reduce di guerra.
Lemuel RoseMedico chirurgo, è stato lui ad amputare la gamba di Baltimore in guerra salvandogli così la vita. A causa di debiti non pagati, ha subito l'amputazione di due dita della mano.
Elowen "Ellie" BaltimoreLa sfortunata moglie di Baltimore. Dopo aver assistito alla morte di tutta la famiglia del marito, e dopo averlo accudito durante la convalescenza, viene brutalmente uccisa dal vampiro sfregiato.
Il Re CremisiIl re dei vampiri, potente e malvagio.
HaigusPittore e succube del Re Cremisi.

## Opere derivate
Dal 2010 la casa editrice Dark Horse Comics ha iniziato a pubblicare una serie di albi a fumetti che hanno come protagonista Lord Henry Baltimore.

## Edizioni
- (EN) Christopher Golden e Mike Mignola, Baltimore or, The Steadfast Tin Soldier and the Vampire, illustrazioni di Mike Mignola, 1ª ed., The Bantam Dell Publishing Group, 2007, ISBN 978-0553804713.
- Christopher Golden e Mike Mignola, Baltimore - Il tenace soldatino di stagno e il vampiro, illustrazioni di Mike Mignola, traduzione di Stefano Di Martino, Piccola biblioteca Oscar Mondadori, Mondadori, 2009, ISBN 978-88-04-58923-5.